# Arrondissement Belle-Anse

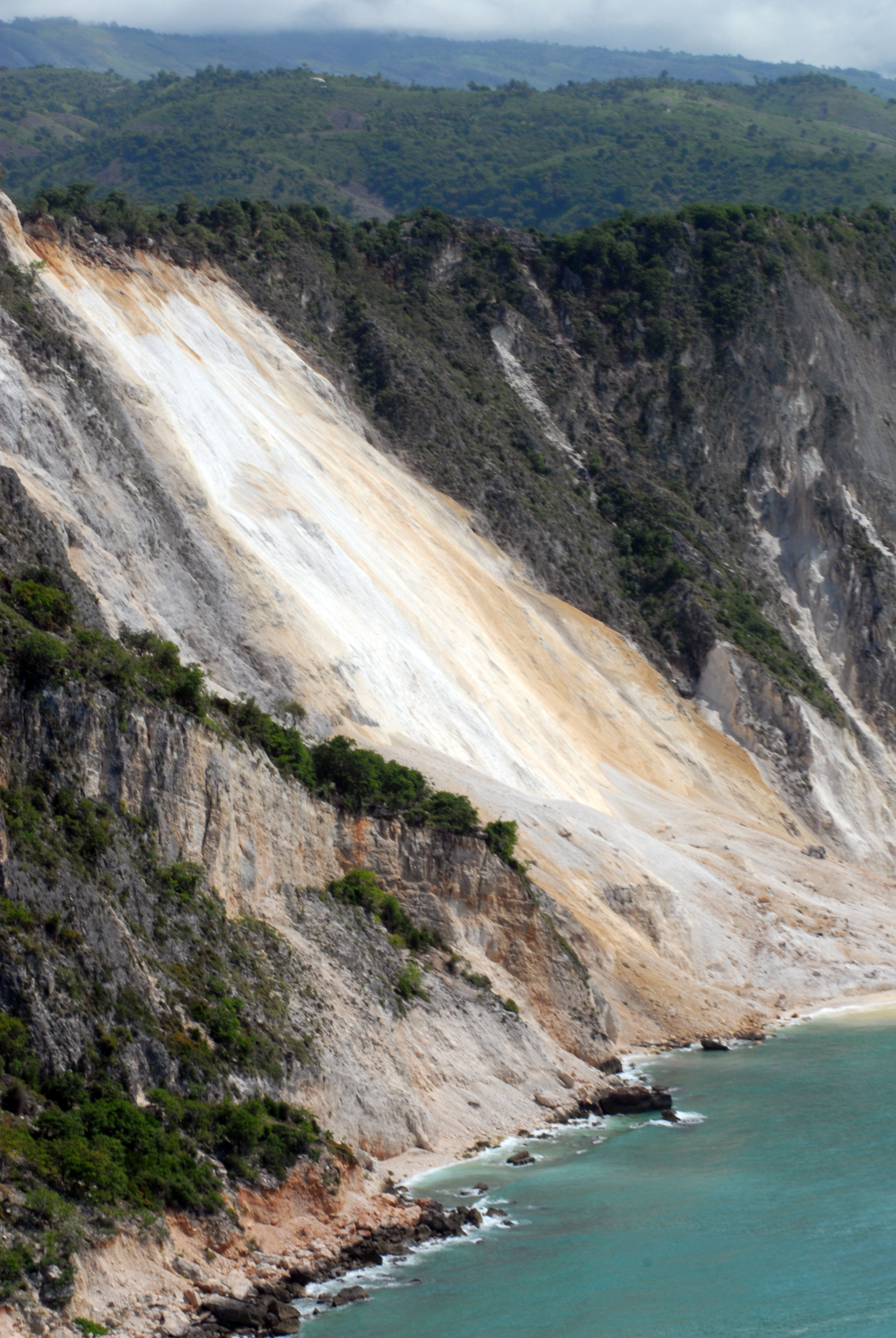
Berglandschaft an der Küste des Arrondissements (mit einem Erdrutsch nach dem tropischen Sturm Ike, 2008)

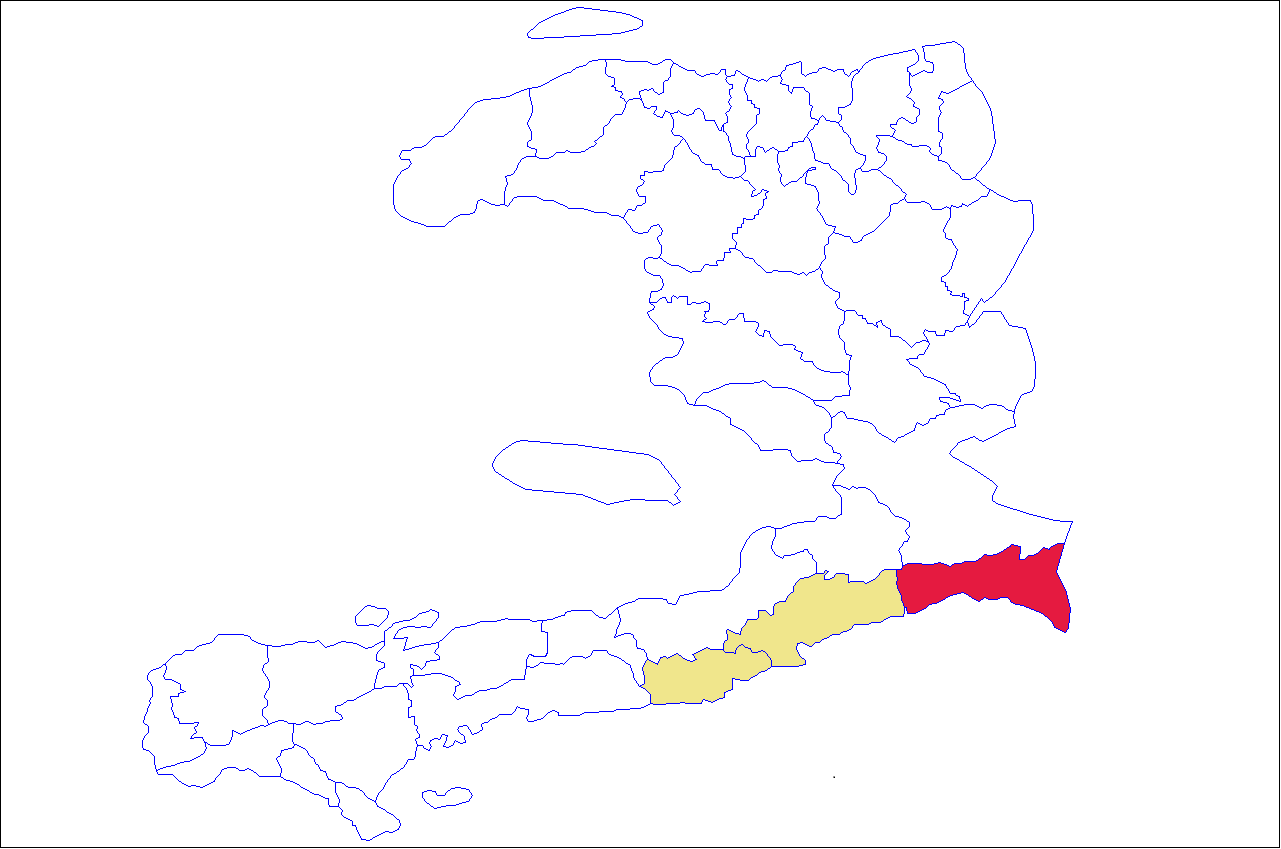
Lage des Arrondissements Belle-Anse in Haiti und im Département Sud-Est

Das Arrondissement Belle-Anse (haitianisch-kreolisch: Belans) ist eine der drei Verwaltungseinheiten des Départements Sud-Est, Haiti. Hauptort ist die Gemeinde Belle-Anse.

## Lage und Beschreibung
Das Arrondissement liegt östlich im Département Sud-Est. Im Süden hat es eine Küste zum Karibischen Meer. Benachbart ist im Norden das Arrondissement Croix-des-Bouquets, im Osten die Provinz Pedernales (Dominikanische Republik), im Westen das Arrondissement Jacmel und im Nordwesten das Arrondissement Port-au-Prince.
In dem Arrondissement gibt es vier Gemeinden:
- Belle-Anse (rund 76.000 Einwohner),
- Anse-à-Pitres (rund 30.000 Einwohner),
- Grand-Gosier (rund 17.000 Einwohner) und
- Thiotte (rund 34.000 Einwohner).

Das Arrondissement hat insgesamt rund 158.000 Einwohner (Stand: 2015).
Die Route Départementale 41 (RD-41) verläuft an der Südküste in West-Ost-Richtung. Die Route Départementale 81 (RD-81) führt von der Ortschaft Thiotte nach Norden und verbindet das Arrondissement mit dem Straßensystem Haitis. Bei dem Ort Anse-a-Pitres besteht ein kleiner Grenzübergang in die Stadt Pedernales, Dominikanische Republik.